# Trận Badr
Trận Badr (tiếng Ả Rập: غزوة بدر), diễn ra vào thứ ba ngày 13 tháng 3 năm 624 CN (17 Ramadan, 2 AH theo lịch Hồi giáo) ở vùng Hejaz phía tây của bán đảo Ả Rập (ngày nay là Ả Rập Xê Út), là một trận đánh quan trọng trong thời kỳ đầu của Hồi giáo và là một bước ngoặt trong cuộc đấu tranh của Muhammad với đối thủ của mình trong số Quraish ở Mecca. Cuộc chiến đã được truyền lại trong lịch sử Hồi giáo như là một chiến thắng quyết định do sự can thiệp của Allah (Thiên Chúa), hoặc bằng các nguồn thế tục là nhờ thiên tài chiến lược của Muhammad. Nó là một trong số ít những trận đánh cụ thể được đề cập trong Kinh Qur'an. Phần lớn các kiến thức ngày nay về cuộc chiến tại Badr đến các ghi chép Hồi giáo truyền thống, cả từ Sách tiên tri và các tiểu sử của Muhammad, được ghi lại bằng văn bản một thời gian sau cuộc chiến.
Đây là chiến thắng tuyệt đối đầu tiên, đặt nền tảng đức tin cho những người muslim đang trốn chạy khỏi kiềm tỏa của lực lượng dị giáo và đa thần của Mecca.
Khi trận Badr bắt đầu Nabi Mohammed đã cầu nguyện với Allah như sau "Lạy Allah, đây là bọn Quraish. Chúng nó đã đến với sự kiêu ngạo, khoe khoang với ý định làm mất uy tín Sứ giả của Ngài. Bầy tôi khẩn cầu Ngài làm nhục chúng nó vào ngày mai. Lạy Allah, nếu những người đạo Hồi này bị thất bại thì sẽ không còn ai thờ phụng Ngài nữa!"
Lực lượng Hồi giáo, dưới sự lãnh đạo của Nabi Mohammed đã thu thập tin tức tình báo, đi trước quân dị giáo một bước. Họ đến Badr, chiếm giữ tất cả các giếng nước nên có ưu thế. Quân dị giáo rất ngạc nhiên nhưng không nao núng vì cậy thế đông quân. Nhưng chính nhờ đức tin vào Allah đã cho phe muslim một chiến thắng quyết định để từ đó Islam lan tỏa nhanh chóng.